# Bryan Mélisse
Bryan Mélisse (Parigi, 25 maggio 1989) è un ex calciatore francese, di ruolo difensore.

## Caratteristiche tecniche
È un terzino sinistro.

## Carriera
Il 17 luglio 2018 è stato espulso per aver colpito con un calcio a mezz'aria Máté Pátkai in occasione del match di qualificazione per la UEFA Champions League 2018-2019 perso 2-1 contro il Fehérvár.

## Palmarès

### Club

#### Competizioni nazionali
- Campionato lussemburghese: 1

F91 Dudelange: 2018-2019
- Coppa del Lussemburgo: 1

F91 Dudelange: 2018-2019